# キャンバーウェル・ナウ
キャンバーウェル・ナウ（Camberwell Now）は、イギリス・ロンドン出身の前衛的なアヴァン・プログ・バンドで、ディス・ヒート崩壊後の1982年に結成された。

## 略歴
キャンバーウェル・ナウは、元ディス・ヒートのドラマー兼ボーカリストであるチャールズ・ヘイワードと、ディス・ヒートをギャレス・ウィリアムズが脱退した後に加入したベーシスト兼ボーカリストのトレファー・ゴロンウィ、そしてディス・ヒートの元サウンド・テクニシャンであり、フィールド・レコーディングやテープ・エフェクトを採用した人物でもあるステファン・リッカードによって、ディス・ヒートの名残から結成された。サックス奏者のマリア・ランバーンは、1985年にグループに加わった。
彼らのデビュー・リリースは、1983年にDuplicate Recordsを通じてリリースされたEP『Meridian』だった。これに続いて、1986年にレコメンデッド・レコードを通じてリリースされたスタジオ・アルバム『The Ghost Trade』が発表された。オールミュージックによるアルバム・レヴューでは、ディス・ヒートのように「挑戦的であり実験的であって、それが見事に実現された」グループであると評され、このアルバムは「チャールズ・ヘイワードのより深遠な叙情詩的作品を収めている」と位置づけられた。別のEP『Greenfingers』は1987年にリリースされた。キャンバーウェル・ナウはまた、Sub Rosa Recordsのコンピレーション・アルバム『Myths / Instructions』用に2曲、Touchオーディオ・カセット・マガジン用に1曲を提供した。彼らの音源の大部分は、後に1992年にRecRecミュージックによってアルバム『オールズ・ウェル』としてCD形式で再発され、2006年11月にReR Megacorpによってさらにリマスターされて再発された。

## ディスコグラフィ

### アルバム
- The Ghost Trade (1986年)

### EP
- Meridian (1983年)
- Greenfingers (1987年)

### コンピレーション・アルバム
- 『オールズ・ウェル』 - All's Well (1992年)